# Jack Pettis
John Baber „Jack“ Pettis (* 10. Februar 1902 in Ehrmandale, Indiana; † 24. August 1963 in Oklahoma City, Oklahoma) war ein US-amerikanischer Jazzmusiker (Saxofonist (C-Melody-Saxophon, Alt- und Tenorsaxophon) und Klarinettist) des Chicago-Jazz.

## Leben und Wirken
Pettis brachte sich in Chicago als Jugendlicher das Saxophonspiel bei (C-Melody-Saxophon). Ab 1918 spielte er zunächst bei Elmer Schoebel, dann ab 1919 bei Paul Mares, bevor er Mitglied der New Orleans Rhythm Kings wurde, mit denen er 1922 und 1923 Aufnahmen einspielte. 1924 zog er nach New York City und wurde Mitglied des Ben Bernie Orchestra; in einem Tonfilm mit diesem Orchester (Ben Bernie and All the Lads, 1925) spielte er das vermutlich erste gefilmte Solo des Jazz über „Sweet Georgia Brown“ ein. In New York hatte er verschiedene eigene Formationen wie Jack Pettis and his Pets, mit denen er ab 1926 Schallplatten einspielte. Daran waren u. a. Phil Napoleon, Jack Teagarden, Tommy Dorsey, Glenn Miller, Benny Goodman, Tony Parenti, Frank Signorelli, Lennie Hayton, Joe Venuti, Dick McDonough, Eddie Lang, Carl Kress und Irving Mills beteiligt. Außerdem wirkte er an Aufnahmen von Red Nichols mit und trat auch mit Irving Mills’ Hotsy Totsy Gang auf. Er ist auch als Komponist und Texter hervorgetreten („St. Louis Shuffle“, „Freshman Hop“, „Sweetest Melody“ und „A Bag O’ Blues“). Er ist Mitkomponist des „Bugle Call Rag“. In den 1930er Jahren nahm Pettis noch an einer Aufnahmesitzung teil. In den 1940er Jahren verschwand Jack Pettis aus der Musikszene.
Pettis starb 1963 im Alter von 61 Jahren in Oklahoma City und wurde auf dem dortigen Rose Hill Burial Park beigesetzt.

## Auswahldiskographie
- The New Orleans Rhythm  Kings and Jelly Roll Morton (Milestone Records, 1922–25)
- Red Nichols on Edison 1924-1927 (Jazz Oracle)
- Jack Pettis - Hit Pets, Band and Orchestra 1924-1929 (Kings Cros)